# Huhtisaari (ö i Birkaland, Tammerfors, lat 61,37, long 24,72)
Huhtisaari är en ö i Finland. Den ligger i sjön Kukkia och i kommunen Pälkäne i den ekonomiska regionen Tammerfors och landskapet Birkaland, i den södra delen av landet, 130 km norr om huvudstaden Helsingfors. Öns area är 15,1 hektar och dess största längd är 0,8 kilometer i nord-sydlig riktning.